# TransMilenio

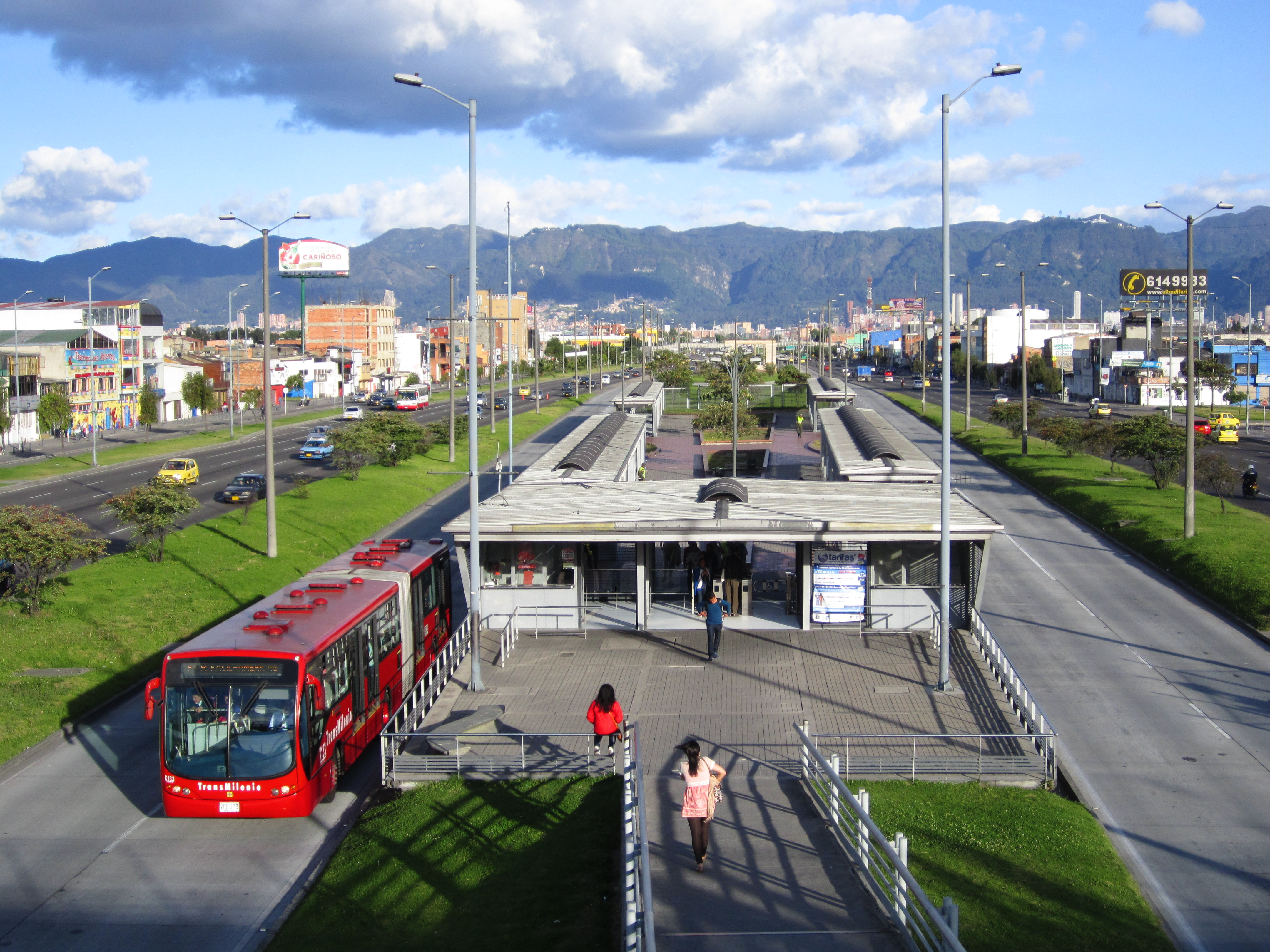
Haltestelle Estación Mundo Aventura mit Gelenkbus und exklusiven Fahrspuren

TransMilenio ist der Name eines schnellen Massentransportsystems mit Bussen (englisch Bus Rapid Transit, als Fachausdruck abgekürzt BRT) in Kolumbiens Hauptstadt Bogotá. Es wurde im November 2000 eröffnet.
Mit mehr als acht Millionen Einwohnern in der Agglomeration ist Bogotá eine der größten Metropolregionen Südamerikas. In den 1950er Jahren wurde der Straßenbahn-Betrieb in Bogotá beendet. Die Planungen für ein U-Bahn-System führten über Jahrzehnte hinweg zu keinem Ergebnis, als Metro Bogotá ist es seit dem Jahr 2020 in Bau. Nach dem Vorbild des Rede Integrada de Transporte der brasilianischen Stadt Curitiba wurde darum TransMilenio als ein städtebaulich integrierendes Massentransportsystem mit Bussen eingerichtet.

## Charakteristik
Das System besteht aus großräumigen Gelenkbussen für bis zu 260 Fahrgäste, eigenen Fahrspuren mit Überholspur und angehobenen Haltestellen mit Bahnsteigtüren, die sich erst bei Ankunft des Busses öffnen. Die Bezahlung erfolgt per Chipkarte bei Betreten der Haltestelle, so dass Umsteigen kostenlos möglich ist und keine Verzögerung durch einen Ticketkauf beim Einsteigen entsteht. Die Hauptlinien (troncales) werden sowohl von regulären Linien (facil) als auch Expresslinien bedient, die nicht alle Haltestellen anfahren. Zubringer-Busse (alimentadores) verbinden die Außenbezirke Bogotás mit den TransMilenio-Haltestellen. Der TransMilenio ist Teil des integrierten Verkehrsverbundes Sistema Integrado de Transporte de Bogotá (SITP), der Buslinien ohne exklusive Fahrspuren und eigene Haltestellen mit einschließt.
Weitere Teile des TransMilenio-Konzeptes sind ein neu angelegtes Netz von Fahrradwegen, neue Grünanlagen und Fußgängerzonen im Stadtgebiet und der zweimal jährlich stattfindende Tag ohne Auto. Als die Väter des TransMilenio werden Bogotás Bürgermeister Enrique Peñalosa und dessen Nachfolger Antanas Mockus bezeichnet.
Vor der Einführung des TransMilenio bestand der öffentliche Personennahverkehr der Stadt aus einer Vielzahl von Buslinien ohne Liniennetz, festen Haltestellen oder der Möglichkeit des kostenfreien Umsteigens. Eine Vielzahl frei operierender Unternehmen bediente diese Linien durch kleine Busse mit zehn bis 40 Passagierplätzen. Dieses dezentrale Bussystem besteht weiterhin parallel zum TransMilenio.
Das Bussystem wird von der öffentlichen Firma Empresa de Transporte Tercer Milenio S.A. geplant und betrieben. Der Verkehr selbst wird von einer Reihe privater Unternehmen ausgeführt. Die Linien wurden weltweit ausgeschrieben, getrennt nach troncal und alimentadores.
Das System gilt als Vorbild für viele Metropolen in Entwicklungsländern, beispielsweise den Transantiago in Santiago de Chile, den TransJakarta in Indonesiens Hauptstadt Jakarta sowie den Metrobús in Mexiko-Stadt, da es im Vergleich zu einer U-Bahn günstiger zu bauen und schneller zu realisieren ist.

## Verkehrssystem
Das Verkehrssystem ist auf den Transport einer großen Anzahl von Personen über relativ große Distanzen optimiert. Große (Express-)Busse mit vielen Türen verkehren auf exklusiven Fahrspuren. Ein- und Ausstieg erfolgt über geschlossene, erhabene Haltestellen. Bezahlt wird bei Betreten der Haltestellen.

### Haltestellen
Die Haltestellen des TransMilenio sind in Hochbordbauweise errichtet. Dies verringert die Verweildauer an den Haltestellen und ermöglicht den Zugang für Rollstuhlfahrer. Die gläsernen Türen der Haltestelle öffnen sich erst, wenn der Bus zum Stillstand gekommen ist. Die Haltestellen befinden sich in der Mitte der Straße, so dass sich der Ausstieg trotz Rechtsverkehrs auf der linken Seite befindet. Dies ermöglicht das Umsteigen in die entgegengesetzte Fahrtrichtung, ohne dass der Fahrgast den Steig wechseln muss. Die Haltestellen sind auch für Behinderte zugänglich und über Fußgängerbrücken an beiden Straßenseiten angebunden. Alle Haltestellen haben elektronische Anzeigetafeln, die die ungefähre Ankunftszeit der Buslinien angeben.

### Busse

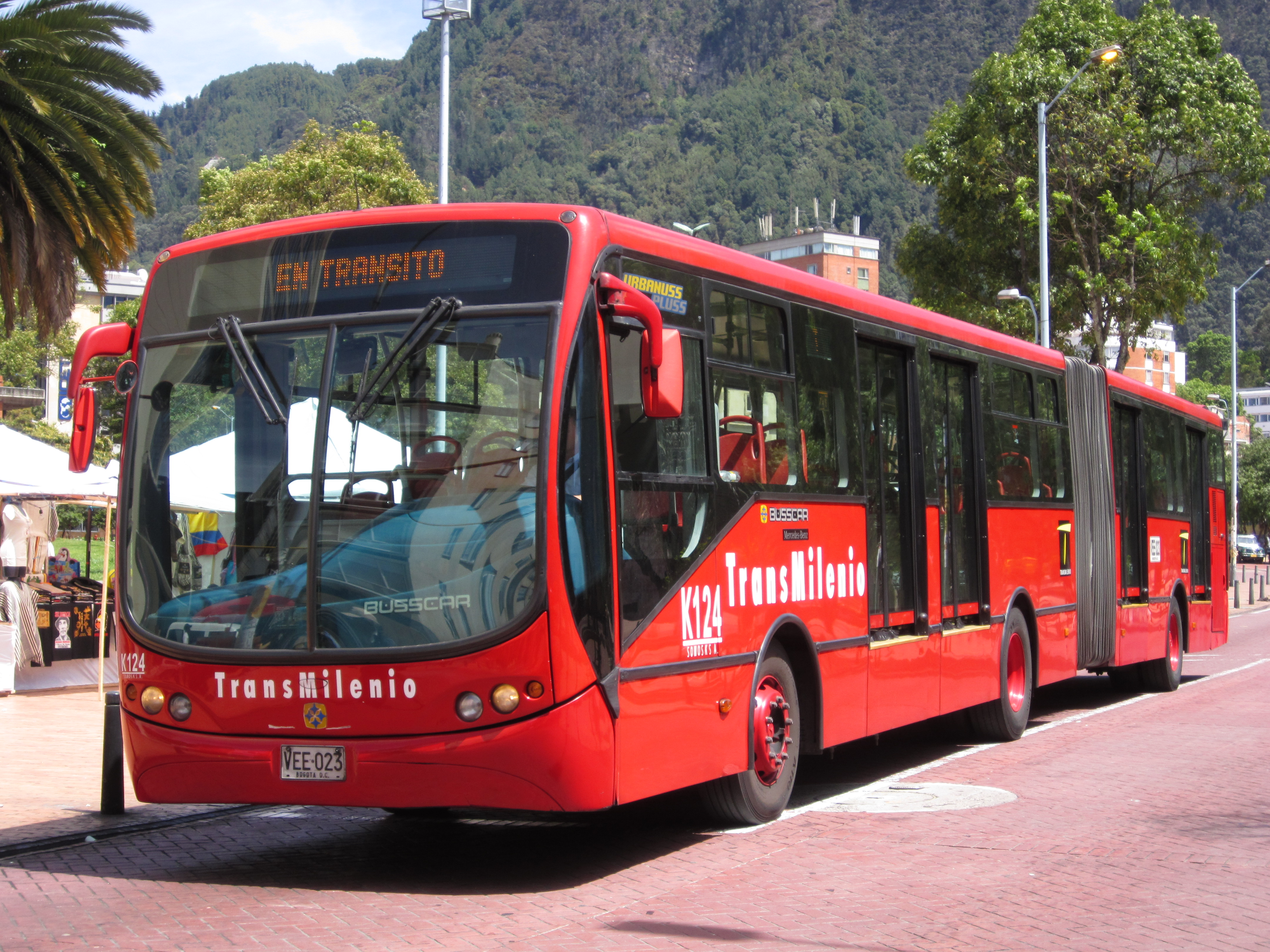
TransMilenio-Bus

#### Klassische Fahrzeuge
Die dieselbetriebenen Busse werden von verschiedenen Firmen beschafft, unter anderem von Volvo, Scania, Volkswagen und Mercedes-Benz. Dabei handelt es sich größtenteils um Gelenkbusse, seit 2009 auch Doppelgelenkbusse, die auf 27,2 m Länge bis zu 260 Passagieren Platz bieten. Die TransMilenio-Busse werden mittels Satellitentechnik (GPS) verfolgt, wodurch Strecken und Auslastung optimiert werden. Die Busse werden rot lackiert ausgeliefert, die Doppelgelenkbusse rot-gelb. Die Aufträge für die Busse wurden anhand der Euro-2- und Euro-3-Normen ausgeschrieben.

#### Hybrid- und Elektrobusse
Seit 2014 fuhren 40 Hybridbusse auf der Strecke zwischen Innenstadt und Flughafen sowie auf einzelnen weiteren Routen. Im März 2016 waren 50 Hybridbusse auf einer weiteren Strecke im TransMilenio-System im Einsatz. Während der zweiten Jahreshälfte 2015 wurde ein von BYD Auto entwickelter Elektro-Gelenkbus mit der Bezeichnung EBus Andino 18 im Probeeinsatz gefahren.
2022 wurde die Transportkapazität durch 1.485 zusätzliche Elektrobusse stark erhöht.

### Bezahlsystem
Eine Fahrt mit dem TransMilenio kostete 2017 auf den Hauptlinien zum Vollpreis 2200 Pesos (etwa 65 Euro-Cent). Innerhalb der Maximalfahrzeit von 95 Minuten sind mit der Tullave-Karte bis zu zwei Umstiege möglich. Die Fahrscheine sind Chipkarten, die am Eingang der Haltestellen gekauft werden und mehrere Fahrten enthalten können. Sie werden kontaktlos an den Haltestellen ausgelesen und dann wiederverwendet. Hierdurch entfällt das Zahlen oder Kontrollieren von Fahrscheinen beim Einsteigen, was die Fahrzeit reduziert. Es existieren konkurrierende Kartensysteme mit unterschiedlichen Umsteigeregelungen, die mittelfristig vereinheitlicht werden sollen.

### Betreiber
Das Bussystem wird von der öffentlichen Firma Empresa de Transporte Tercer Milenio S.A. geplant und betrieben. Die Busse selbst werden von einer Reihe privaten Unternehmen gefahren. Die Linien wurden weltweit ausgeschrieben, getrennt nach troncal und alimentadores. 
Zehn Firmen sind Betreiber der troncales:
- SI99 S.A.
- Express del Futuro S.A.
- Ciudad Móvil S.A.
- Metrobús S. A.
- Transmasivo S.A.
- SI02 S.A.
- Connexión Móvil S.A.
- Gmóvil, S.A.S
- Coobus S.A.A
- Consorcio Express S.A.S.

Des Weiteren betreiben neun Firmen die alimentadores:
- Alnorte Fase II
- Alcapital Fase II
- SI 03
- Citimóvil
- ETMA S.A
- TAO S.A.
- Gmóvil, S.A.S
- Coobus S.A.S
- Consorcio Express S.A.S.[1]

### Betriebszeiten
Der TransMilenio fährt Montag bis Samstag von 05:00 bis 23:00 Uhr, am Sonntag und an Feiertagen von 06:00 bis 22:00 Uhr. Einzelne Linien weisen deutlich kürzere Betriebszeiten auf. Die Zubringer beginnen den Dienst von Montag bis Samstag eine halbe Stunde früher und fahren bis Mitternacht.

## Linien

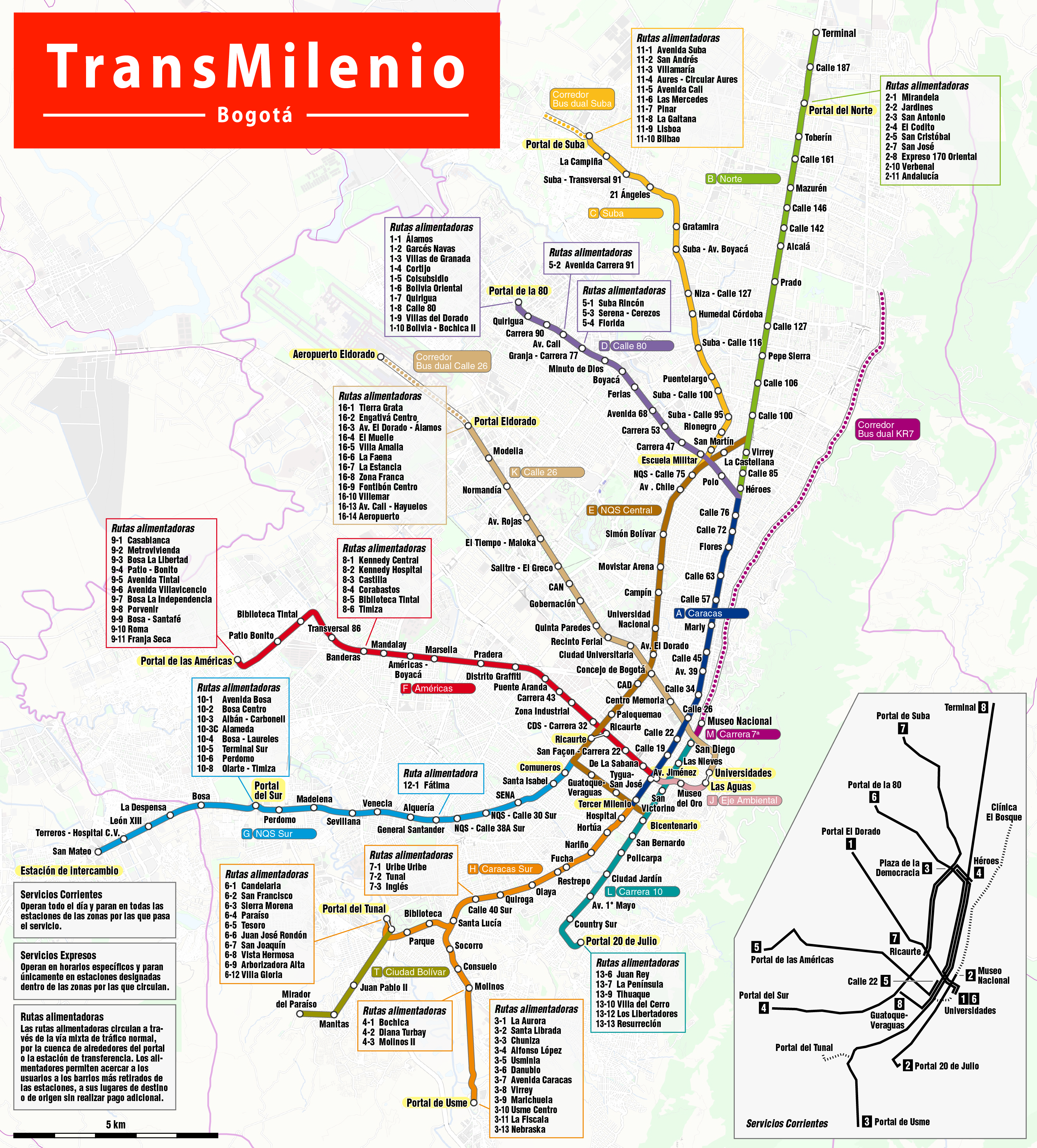
Plan des TransMilenio-Systems 2013

Bis Ende April 2006 konnten die Fahrgäste zwischen vier Arten von Buslinien entscheiden:
- Normal (corriente): Hält an jeder Haltestelle
- Express (expreso, expreso dominical): Hält nicht an allen Haltestellen
- Super-Express (super expreso): Wurde 2005 eingeführt und fährt entweder nur in eine Richtung (asimétrico) oder wiederum in beide Richtungen (simétrico). Dieser Linientyp überspringt viele Haltestellen und wird zurzeit nur zu Stoßzeiten eingerichtet.
- Zubringerlinien (alimentador intermunicipal): Fahren von den Endhaltestellen in Orte in der Umgebung

| Buslinie          | Strecken | Frequenz                                     |
| ----------------- | --- | -------------------------------------------- |
| Normal            | Corriente 1 · Corriente 2 · Corriente 3 · Corriente 4 · Corriente 5 | Durchschnittlich alle drei Minuten           |
| Express           | Expreso 10 · Expreso 20 · Expreso 30 · Expreso 40 · Expreso 50 · Expreso 60 · Expreso 70 · Expreso 80 · Expreso 90 · Expreso 100 · Expreso 120 · Expreso 130 · Expreso 140 · Expreso 150 · Expreso 160 · Expreso 170 | Durchschnittlich alle zwei Minuten           |
| Super-Express     | Súper Expreso 200 · Super Expreso 201 · Súper Expreso 300 · Súper Expreso 301 · Súper Expreso 400 | Durchschnittlich alle zwei Minuten           |
| Expreso Dominical | Expreso Dominical 15 · Expreso Dominical 25 · Expreso Dominical 35 · Expreso Dominical 45 | Durchschnittlich alle drei oder vier Minuten |
| Zubringerlinien   | Zubringerlinien | Durchschnittlich alle fünf Minuten           |

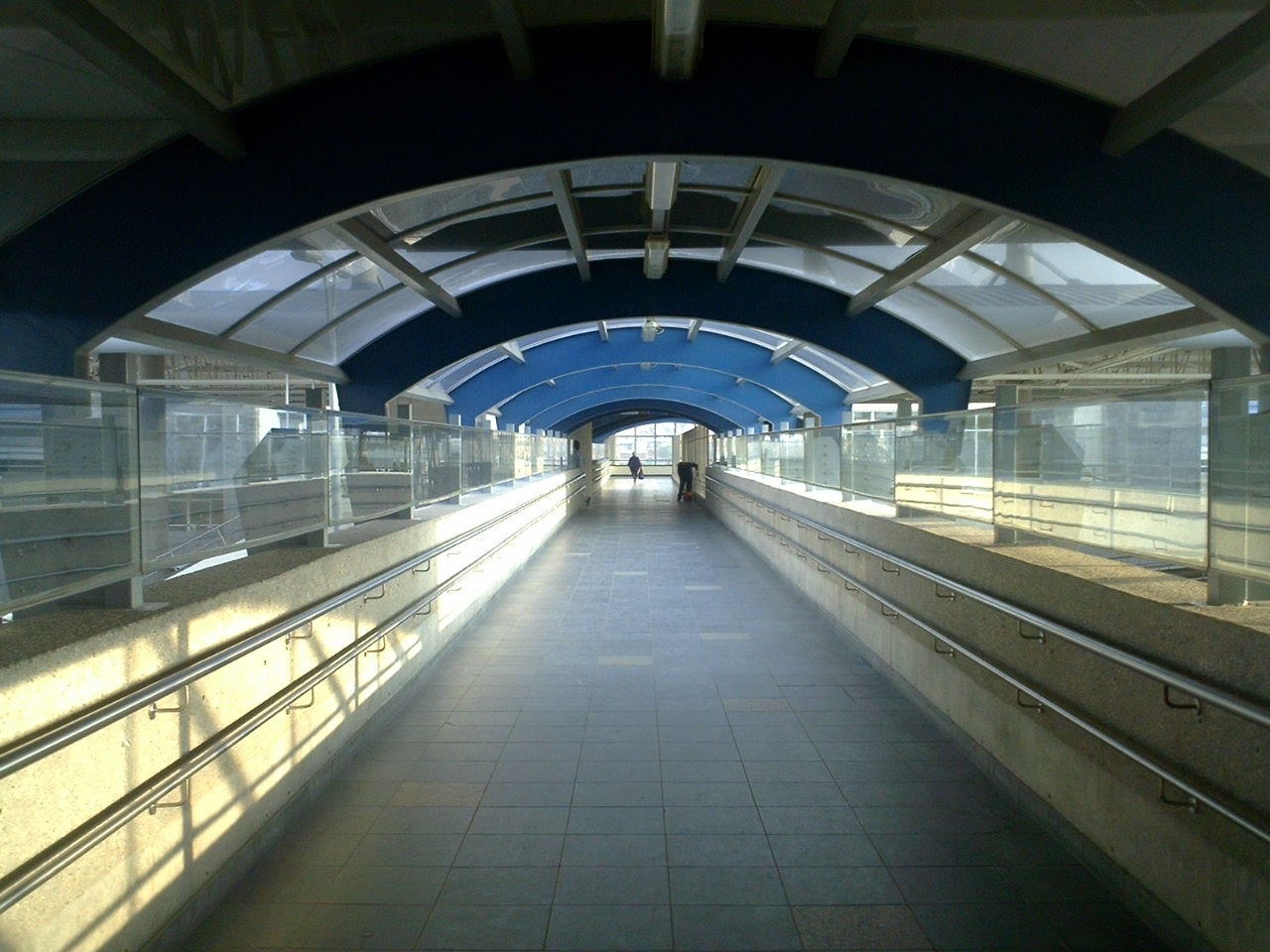
Brücke des Portal de Las Américas

Im Rahmen der zweiten Ausbauphase wurden zum 29. April 2006 Linienführung und -benennung geändert, um das Umsteigen zwischen den unterschiedlichen Linien zu erleichtern. Dazu wurden neun verschiedene Routen anhand ihrer Endstationen mit unterschiedlichen Buchstaben gekennzeichnet:
- Troncal Caracas zwischen Calle 76 und Tercer Milenio: 14 Haltestellen
- Autopista Norte zwischen Portal del Norte und Héroes: 15 Haltestellen
- Suba zwischen Portal de Suba und San Martín: 14 Haltestellen
- Calle 80 zwischen Portal de la 80 und Polo: 14 Haltestellen
- NQS Central zwischen La Castellana und Ricaurte: 11 Haltestellen
- Américas zwischen Portal de Las Américas und De La Sabana: 17 Haltestellen
- NQS Sur zwischen Comuneros und Portal del Sur: 12 Haltestellen
- Caracas Sur zwischen Hospital, Portal de Usme und Portal del Tunal: 16 Haltestellen
- Eje Ambiental zwischen Museo del Oro und Las Aguas: 2 Haltestellen.

Zusätzlich werden die Buslinien weiterhin nach Corrientes, Expresos und Alimentadores Intermunicipales unterschieden. Die Super Expresos sind durch die Reform weggefallen.
Die TransMilenio-Busse verkehren folgendermaßen:
| Bustyp                                              | Linien Richtung Norden | Linien Richtung Süden | Frequenz                             |
| --------------------------------------------------- | --- | --- | ------------------------------------ |
| Normal                                              | B1 Ruta fácil Norte · D3 Ruta fácil Calle 80 · C4 Ruta fácil Suba · B5 Ruta fácil Norte | F1 Ruta fácil Américas · H3 Ruta fácil Tunal · H4 Ruta fácil Usme · G5 Ruta fácil Bosa | Durchschnittlich alle sieben Minuten |
| Express, Montag bis Samstag ganzen Tag              | Expreso B10 Portal Norte · Expreso D10 Portal 80 · Expreso B11 Portal Norte · Expreso B12 Portal Norte · Expreso B13 Portal Norte · Expreso B14 Portal Norte · Expreso C15 Portal Suba · Expreso C17 Portal Suba · Expreso C19 Portal Suba · Expreso D20 Portal 80 · Expreso D21 Portal 80 | Expreso F14 Portal Américas · Expreso G11 Portal Sur · Expreso G12 Portal Sur · Expreso H13 Portal Tunal · Expreso H15 Portal Tunal · Expreso H17 Portal Usme · Expreso F19 Portal Américas · Expreso H20 Portal Usme · Expreso H21 Portal Tunal · Expreso F23 Portal Américas · Expreso J23 Las Aguas · Expreso J24 Las Aguas | Durchschnittlich alle sieben Minuten |
| Express, Montag bis Samstag zu Stoßzeiten am Morgen | Expreso B50 Portal Norte · Expreso D50 Portal 80 · Expreso D51 Portal 80 · Expreso B52 Portal Norte · Expreso B53 Portal Norte · Expreso B54 Portal Norte · Expreso B55 Héroes · Expreso B56 Héroes · Expreso B70 Portal Norte                                                             | Expreso A15 Calle 19 · Expreso A50 Calle 72 · Expreso A51 Calle 72 · Expreso A70 Calle 72 · Expreso H50 Portal Usme · Expreso H51 Portal Usme · Expreso H52 Portal Tunal · Expreso H70 Portal Usme | Durchschnittlich alle sieben Minuten |
| Express, Montag bis Samstag zu Stoßzeiten am Abend  | Expreso D60 Portal 80 · Expreso B61 Portal Norte · Expreso C61 Portal Suba | Expreso H60 Portal Tunal · Expreso F60 Portal Américas · Expreso F61 Portal Américas · Expreso G61 Portal Sur · Expreso H61 Portal Usme · Expreso F62 Portal Américas | Durchschnittlich alle sieben Minuten |
| Express, Montag bis Samstag gemischte Stoßzeiten    | Expreso C16 Portal Suba · Expreso D22 Portal 80 · Expreso D26 Portal 80 · Expreso D70 Portal 80 · Expreso B71 Portal Norte · Expreso C71 Portal Suba · Expreso B72 Portal Norte · Expreso B73 Portal Norte · Expreso B74 Portal Norte                                                      | Expreso G16 Portal Sur · Expreso G22 Portal Sur · Expreso E26 Avenida El Dorado · Expreso F70 Portal Américas · Expreso G71 Portal Sur · Expreso J70 Las Aguas · Expreso J72 Las Aguas · Expreso H74 Portal Usme | Durchschnittlich alle sieben Minuten |
| Express an Sonn- und Feiertagen                     | Expreso B90 Portal Norte · Expreso C91 Portal Suba · Expreso B92 Portal Norte · Expreso B93 Portal Norte · Expreso B94 Portal Norte · Expreso D94 Portal 80 · Expreso D95 Portal 80 | Expreso G90 Portal Sur · Expreso F91 Portal Américas · Expreso H92 Portal Usme · Expreso H93 Portal Tunal · Expreso J95 Las Aguas | Durchschnittlich alle sieben Minuten |
| Zubringerlinien                                     | Zubringerlinien | | Durchschnittlich alle fünf Minuten   |

Aus Fahrgastsicht führen Linienüberlagerungen zu sehr viel besseren Frequenzen, z. B. alle 13 Sekunden.
Außerdem beschreiben die in den Stationen ausgehängten Fahrpläne seit der Reform nicht mehr das Gesamtnetz, sondern gehen detaillierter auf die Linien, die an dieser Station halten, ein.
Im Jahr 2013 hat die Interessenvereinigung Institute for Transportation and Development Policy, die selbst formulierte Ansprüche an BRT-Korridore mit einem BRT STANDARD überprüft und bewertet, 8 Streckenabschnitte ausgezeichnet: 2 mit in Silber, 6 in Gold.

### Baumaßnahmen und Erweiterungen

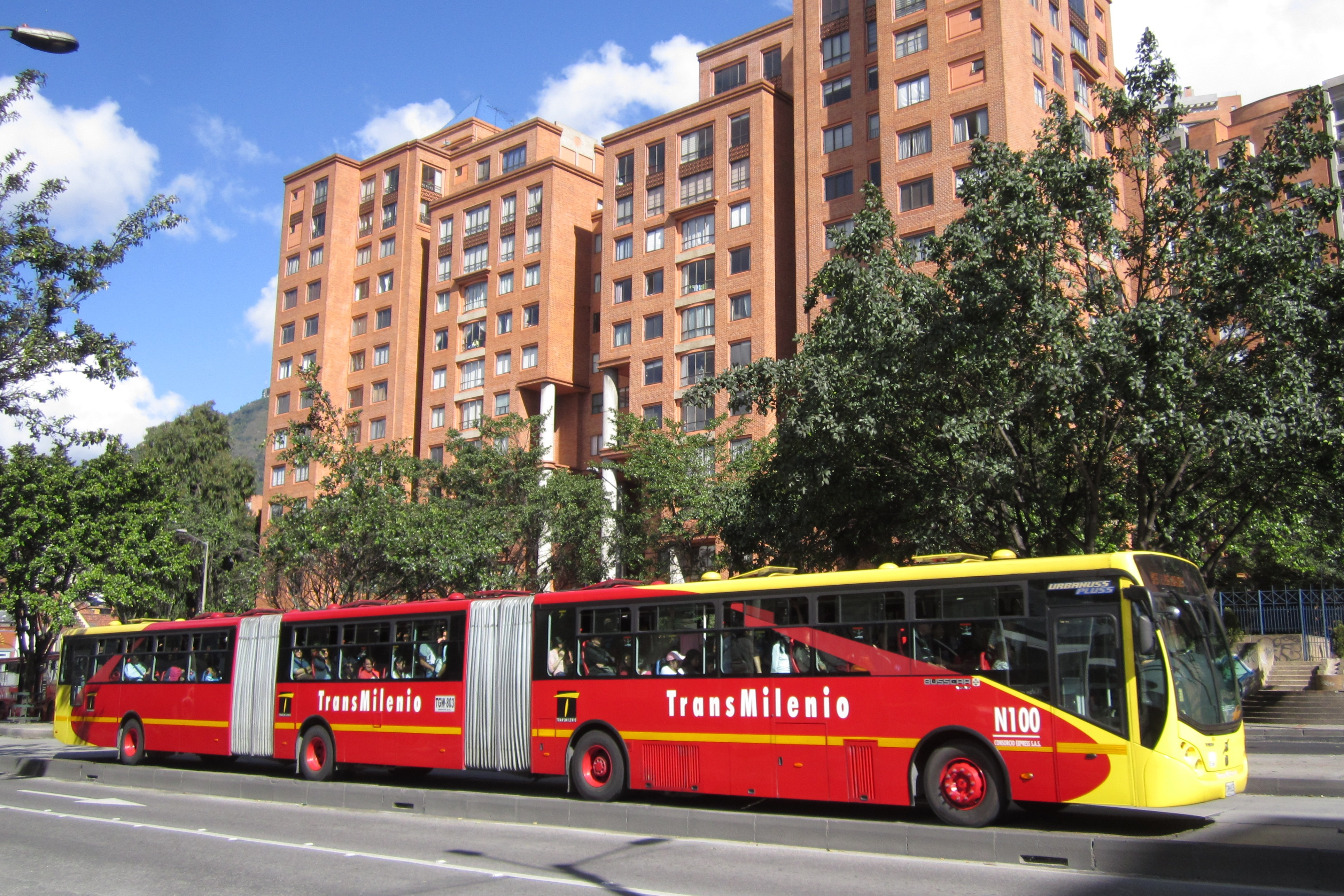
Busse mit zwei Gelenken 2009

Die bis Ende 2005 zur Einweihung geplanten Strecke Suba bis nach Bosa im Süden Bogotás wurde erst im April 2006 fertiggestellt. Die Strecke NQS (Norte-Quito-Sur) wurde im Juli 2005 fertiggestellt, obwohl die Verbindungshaltestelle auch erst Ende April 2006 eingeweiht werden konnte. Zu diesem Zeitpunkt sollten weitere 484 Busse und Zubringer hinzukommen. Am 13. April 2006 wurde die dritte Stufe der Strecke NQS zum Verkehr geöffnet, mit einer Länge von 4,7 km und Baukosten in Höhe von umgerechnet 66,3 Millionen Euro. Diese Strecke reduziert die durchschnittliche Fahrtzeit zwischen dem Friedhof „El Apogeo“ im Süden der Stadt und der 170. Straße im Norden von 2 Stunden auf 45 Minuten. Die Strecke bis nach Suba wurde zum 30. April 2006 fertiggestellt.
Die Strecken Troncal Caracas und Autopista Norte weisen erhebliche auf den Bau zurückzuführende Mängel auf. So sind laut dem amtierenden Bürgermeister Garzón 33 % der Caracas und 22 % der Autopista beschädigt. Die Calle 80 ist mit vergleichbar niedrigen 8 % Beschädigungen weniger betroffen. Außerdem besteht weiterhin Uneinigkeit, wie viel ein Kilometer TransMilenio-Strecke im Bau kostet. So bewegen sich die Schätzungen zwischen 10 und 28 Millionen Dollar.

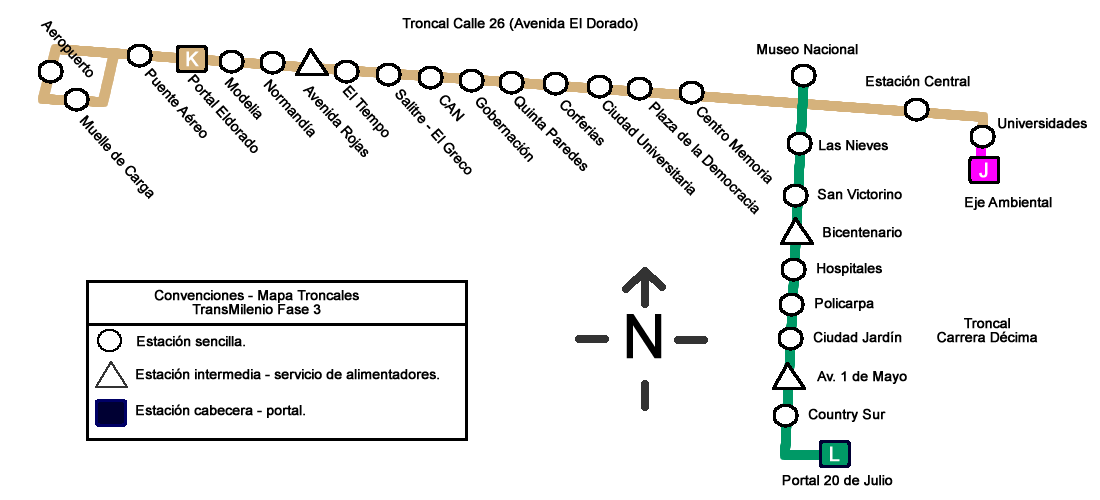
Plan der seit 2008 im Bau befindlichen Strecken.

Der Bürgermeister Luis Eduardo Garzón gab am 1. August 2007 die Pläne zum Ausbau von zwei weiteren Trassen, die der Calle 26 und die der Carrera 10a, bekannt. Die Baumaßnahmen begannen im Januar 2009. Die Entscheidung zum Bau des TransMilenio auf der Septima ist weiterhin offen, da diese Verkehrsader an einigen Stellen anscheinend zu eng wäre. Der Plan für die Septima sollte Ende November 2007 vorliegen und wird erst von dem nächsten Bürgermeister umgesetzt werden können.
Im Januar 2009 wurden die Bauarbeiten zur Verlängerung der Strecke NQS um 5,6 Kilometer bis in den Vorort Soacha begonnen, die im März 2010 fertig gestellt sein sollten. Durch Fehlplanungen verzögerten sich die Baumaßnahmen um 12 Monate. Die Kostenschätzung belief sich erst auf 106 Millionen Euro, die aber um 38,6 Millionen Euro aufgestockt werden mussten. Die geplante Strecke beinhaltet auch den Bau von drei Kfz-Brücken, elf Fußgängerbrücken und Fahrradwege. Die Autopista Sur besteht danach aus drei Spuren für normalen Verkehr und zwei des TransMilenio. Die Strecke verlängert sich dadurch um folgende sieben Haltestellen: La Esperanza, León XIII, Terreros, San Mateo, Carrera 7, San Humberto und Terminal Soacha. Die Reisedauer verkürzt sich hierdurch von 90 auf 55 Minuten.
Anfang Oktober 2010 wurde bekanntgegeben, dass eine neue Strecke über die Septima (Carrera 7a) gebaut werden soll, eine der wichtigsten Nord-Süd-Verbindungen der Stadt. Weil diese Straße sehr eng ist, wurde das Vorhaben immer wieder verschoben. Momentan werden verschiedene Alternativen geprüft, darunter ein abschnittsweise gemischter Verkehr ohne exklusive Fahrspuren, und eine Straßenbahn.
Am 1. Oktober 2012 wurden die Haltestellen Av. Rojas, El Tiempo / Maloka, Quinta Paredes, Corferias und Plaza de la Democracia in Betrieb genommen. Die neuen Routen K6 und J6 fahren die Troncal Calle 26 ab. Die Haltestelle Av. Rojas weiht auch einen Fahrradparkhaus ein.

## Tag ohne Auto

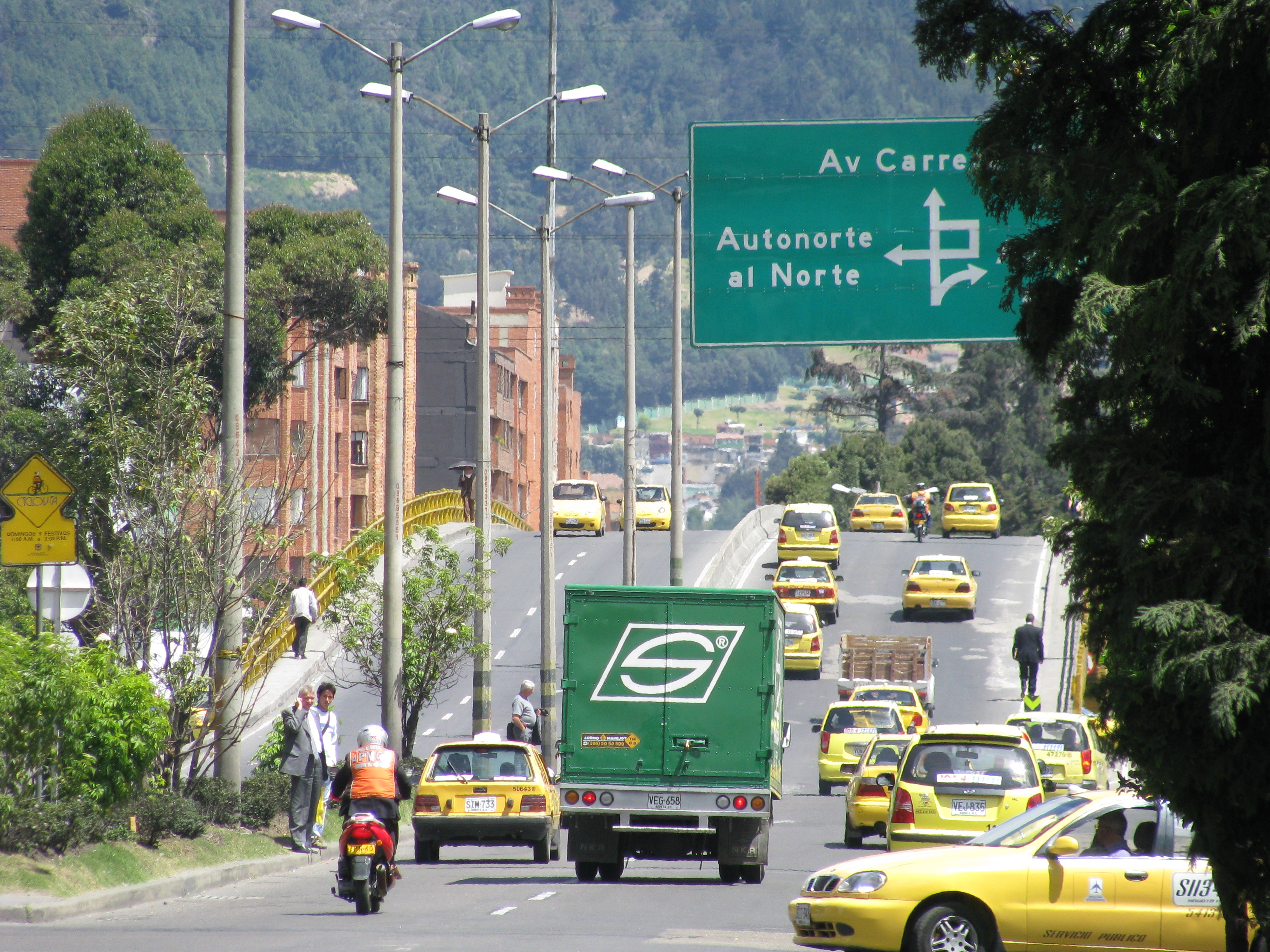
Tag ohne Auto 2008

Wie viele andere Städte weltweit hat auch Bogotá einen Tag ohne Auto, an dem der TransMilenio als Hauptverkehrsmittel beweist, wie beanspruchbar dieses System ist. Am 24. Februar 2000 wurde der Tag ohne Auto zum ersten Mal in Bogotá durchgeführt, 2001 wiederholt und eine Reduktion der Schadstoffemissionen von 34 % ermittelt. Eine Reduktion der Lärmverschmutzung wurde allerdings nicht festgestellt, unter anderem da die auf Busverkehr beruhenden öffentlichen Verkehrsmittel ebenfalls Lärmemissionen verursachen. Ein Jahr später beschlossen die Bürger der Hauptstadt per Volksentscheid, den Tag ohne Auto fest in der Gesetzgebung zu verankern. Mittlerweile findet er zweimal jährlich statt.
Am 3. Februar 2005 wurde erneut der Tag ohne Auto gefeiert. Im Einsatz waren 607 Busse des TransMilenio mit 342 Zubringern. 1,1 Millionen Teilnehmer nutzten an diesem Tag den TransMilenio. Die Schadstoffemission wurde um 45 % reduziert, der Einzelhandel erlitt aber Umsatzrückgänge in Höhe von 46 %. Am Tag ohne Auto des 2. Februar 2006 feierte Bogotá, dass 628.000 Teilnehmer den TransMilenio nutzten, 31.000 mehr als an vergleichbaren Tagen. Die Durchschnittsgeschwindigkeit aller Teilnehmer in der Stadt stieg um 18 %. Die gemessenen Kohlenstoffmonoxidwerte sanken um 33 %, allerdings stiegen die Feinstaubwerte. Dies ist auf den erhöhten Einsatz von mit Diesel betriebenen Bussen zurückzuführen. Die Fahrradwege wurden von etwas unter 15.000 Teilnehmern genutzt, wobei im Jahr davor über 21.500 gezählt worden waren.

## Kritik

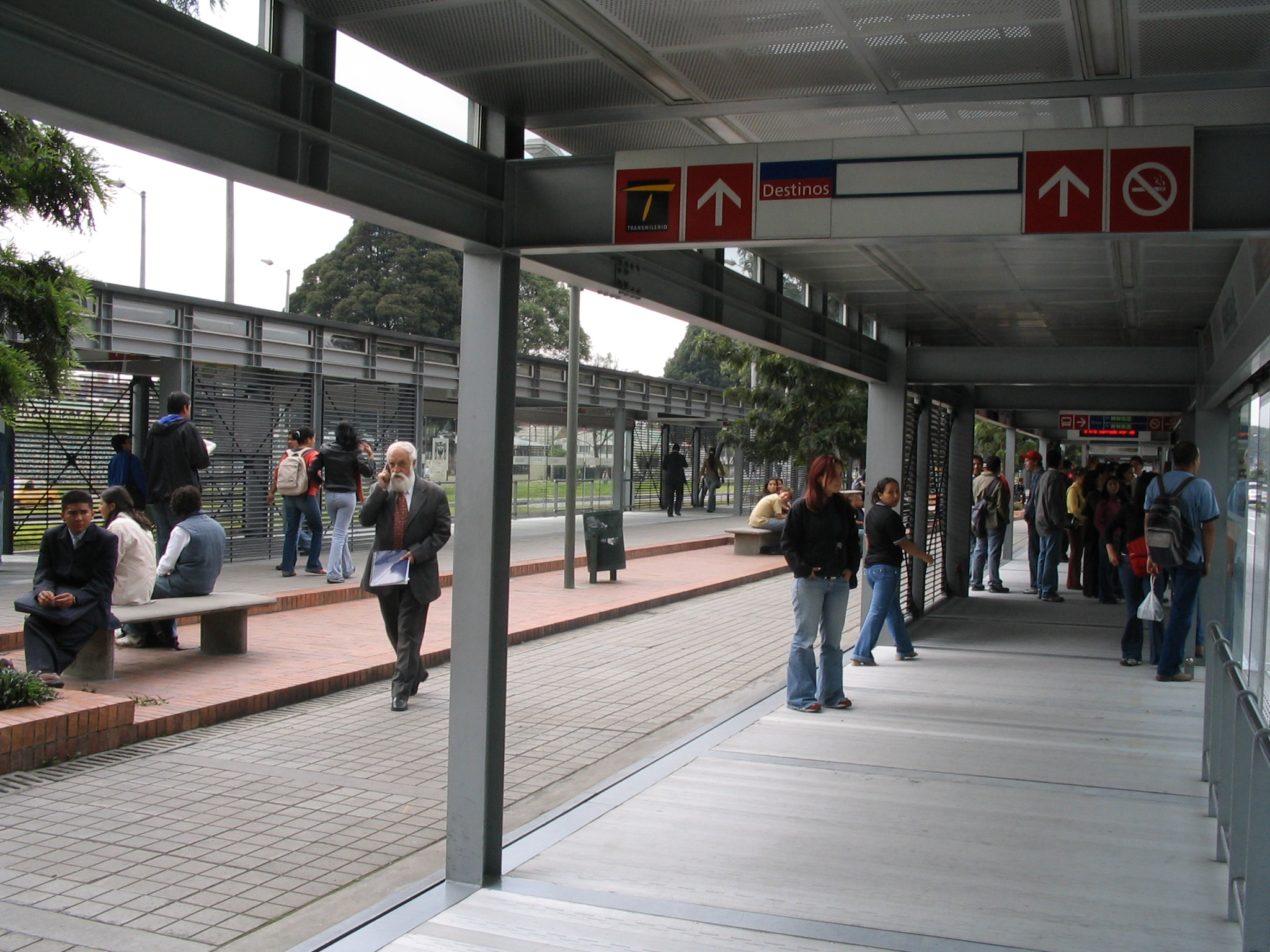
TransMilenio-Haltestelle Los Héroes

Kritiker des TransMilenio bemängeln, dass hier anders als beim elektrischen Bahnbetrieb umweltverschmutzende Dieselabgase entstehen. Außerdem seien die Busse mit ihren jeweils insgesamt 160 Plätzen (48 Sitz- und 112 Stehplätze) für den Großstadtverkehr viel zu klein und somit meistens sehr voll. Außerdem sind ihre Anschaffungskosten im Verhältnis zu Standard-Gelenkbussen wegen des Aufpreises für auf der linken Seite erhöht angeordneten Türen höher. Im Verhältnis zu Straßenbahnzügen haben solche Gelenkbusse (auch pro Platz) geringere Anschaffungskosten. Dabei bleibt allerdings die deutlich längere Nutzungszeit von Straßenbahnfahrzeugen unberücksichtigt.
Ein weiterer Kritikpunkt ist die Existenz von zwei separaten Busspuren, da ein Großteil der „TransMilenio-Staus“ an den Haltestellen stattfindet. Kritiker halten es daher für sinnvoller, den Bussen außerhalb der Haltestellenbereiche nur eine Spur zur Verfügung zu stellen und die andere dem Individualverkehr zu überlassen.
Ein weiteres Problem ist, dass das Netz im Gegensatz zum ÖPNV in vielen anderen Ländern privat betrieben wird und daher auf Gewinn ausgerichtet ist. Es gibt zurzeit keinen TransMilenio-Nachtverkehr.

### Streiks und Proteste 2006
Am 2. Mai 2006 wurde Bogotá durch einen Streik der Busbetreiber lahmgelegt, die durch die neue TransMilenio-Strecke NQS verdrängt wurden. Sowohl Universitäten als auch Schulen waren geschlossen. Der Bürgermeister Luis Eduardo Garzón ließ verlauten, dass die Zukunft der Stadt nicht durch einen solchen Streik gefährdet sein dürfe und drohte den Busbetreibern mit Strafen. Die Stadtregierung erließ mehrere Maßnahmen, die unter anderem Privatleuten erlaubten, Fahrgäste für Entgelt zu transportieren. Der Streik wurde am 3. Mai wieder aufgehoben, nachdem Präsident Álvaro Uribe Bürgermeister Garzón den Rücken gestärkt hatte. Die Forderungen der Busbetreiber wurden nicht erfüllt. Der Verkehr normalisierte sich aber erst am 4. Mai.
Am 9. Mai 2006 blockierten 600 Fahrgäste ein TransMilenio-Portal, um auf die ihrer Meinung nach zu geringe Busfrequenz in Stoßzeiten und den Mangel an Zubringerbussen hinzuweisen, sowie um gegen die Preispolitik der TransMilenio-Betreiber zu protestieren. Daraufhin wurde die Anschaffung 200 weiterer Busse angekündigt, die ab Juli 2006 in Betrieb gehen sollen.
Apetrans, eine Vereinigung kleiner Verkehrsbetriebe, versuchte am 26. Mai, den Streik vom 3. Mai zu wiederholen. Bis auf die Stadtteile Bosa und Usme lief der Verkehr aber aufgrund des gut funktionierenden TransMilenio, der über 10 % mehr Fahrgäste beförderte, reibungslos. Forderungen waren erneut Entschädigungen für aus dem Verkehr gezogene Altbusse und Preisanpassungen.
Bogotá leidet unter starken Regenfällen, die die Straßen überfluten. Am 31. Oktober 2006 führten sie dazu, dass die Haltestellen 100, 76, 72, Usme und El Tunal für einige Stunden geschlossen werden mussten. Die Kunden protestierten und erhielten den Fahrpreis zurück. Besonders an der Haltestelle 72 weitete sich der Protest auf den übrigen Straßenverkehr aus, der ebenfalls zum Erliegen kam. Die Haltestellen konnten zum Teil erst nach zwanzig Uhr wieder geöffnet werden.

## Statistiken
(Stand: 2019)
| Fahrgäste pro Jahr           | 681 Millionen (2018)                                  |
| Fahrgäste pro Tag            | 2,027 bis 2,485 Millionen (April 2018 bis April 2019) |
| Haltestellen                 | 143 Reguläre und 9 Knotenpunkte                       |
| Streckenkilometer            | 114,4                                                 |
| Busse im Einsatz             | 2.048                                                 |
| Durchschnittsgeschwindigkeit | 25,9 km/h                                             |
| Zubringerrouten              | 107                                                   |
| Zubringerbusse               | 824                                                   |

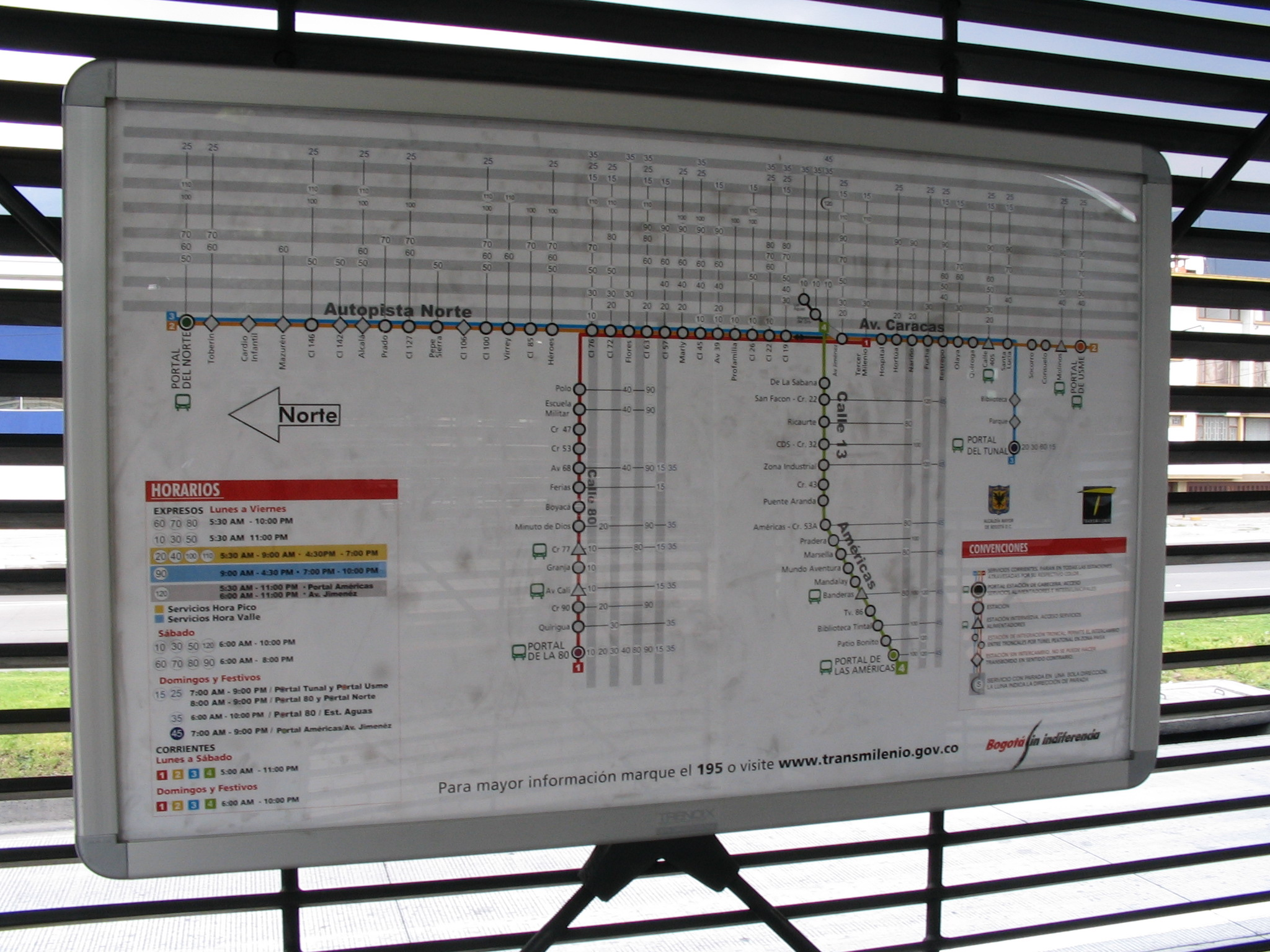
Busplan, wie er in jeder Haltestelle zu sehen ist

Laut einer Umfrage im zweiten Halbjahr 2006 wurden 22,64 % der Verkehrsteilnehmer in Bogotá durch den TransMilenio befördert. Das waren in absoluten Zahlen 86,5 Millionen. In dem genannten Halbjahr wurden 15,35 % mehr Teilnehmer befördert, wobei im selben Zeitraum die Benutzung aller weiteren Transportmittel, außer dem Privatwagen, rückgängig waren. Die Handelskammer in Verbindung mit der Universität de los Andes stellte Ende 2009 dessen Ergebnisse zur Mobilität in der Hauptstadt vor, die den vorgehenden teilweise widersprechen. Die Nutzung vom TransMilenio war zwischen den Jahren 2005–2008 von 10 auf 11 % aller Transportwege angewachsen. Von 48 auf 42 % fiel im selben Zeitraum der Gebrauch von allen anderen Bussen. Den größten Sprung verzeichneten die Privatwagen von 15 auf 22 %. Laut der Studie lagen die Gründe hauptsächlich an der Unsicherheit und am fehlenden Komfort der im Durchschnitt 17 Jahre alten Busse, die außerhalb der TransMilenio-Routen verkehrten.
| Jahr | Fahrten     | Jahresumsatz (in Mio. USD) |
| ---- | ----------- | -------------------------- |
| 2000 |             | 0,1                        |
| 2001 |             | 43,9                       |
| 2002 |             | 66,4                       |
| 2003 |             | 84,8                       |
| 2004 | 270.919.308 | 123,70                     |
| 2005 | 300.378.818 | 157,00                     |
| 2006 | 347.058.478 | 622,50                     |
| 2007 | 376.237.547 | 1.245,00                   |
| 2008 | 410.308.347 | 2.486,40                   |
| 2009 | 438.451.759 | 4.972,90                   |

## Auszeichnungen
Der Stadt Bogota wurde in den Jahren 2005 und 2022 der „Preis für nachhaltigen Transport“ (STA Sustainable Transport Award) verliehen. Dieser wird von einer Jury vergeben, in der (Stand 2023) unter anderem Vertreter der Deutschen Gesellschaft für Internationale Zusammenarbeit, des Weltstädtverbands ICLEI, der Asiatischen Entwicklungsbank, der World Bank Group, der vom Bushersteller Volvo finanzierten BRT+ CoE und des Institute for Transportation and Development Policy, einer Interessenvereinigung für Bus-Rapid-Transit-Systeme, sitzen.